# Valle Isarco (comprensorio)
Il comprensorio della Valle Isarco (in tedesco Eisacktal, in ladino Val d'Isarch) comprende 13 comuni della Valle Isarco, con capoluogo Bressanone.

## Storia
Il comprensorio Valle Isarco originale si formò nel 1968 come unione volontaria di 19 comuni della valle medio-alta. Nel 1980 i sei comuni della Wipptal si staccarono per formare il comprensorio della Wipptal (Alta Valle Isarco). 

### Comuni
Il comprensorio Valle Isarco è formato da 13 comuni su 624 km² e con 44.500 abitanti (2003) dei quali almeno l'85% è di madre lingua tedesca. La componente italiana è particolarmente presente a Bressanone con oltre il 25% della sua popolazione:
1. Barbiano – Barbian
2. Bressanone – Brixen
3. Chiusa – Klausen
4. Funes – Villnöß
5. Laion – Lajen
6. Luson – Lüsen
7. Naz-Sciaves – Natz-Schabs
8. Ponte Gardena – Waidbruck
9. Rio di Pusteria – Mühlbach
10. Rodengo – Rodeneck
11. Varna – Vahrn
12. Velturno – Feldthurns
13. Villandro – Villanders